# Ernest Lawrence
Ernest Orlando Lawrence (8 tháng 8 năm 1901 –  27 tháng 8 năm 1958) là một nhà vật lý máy gia tốc người Mỹ. Ông đã nhận được Giải Nobel Vật lý vào năm 1939 nhờ phát minh ra máy cyclotron. Lawrence nổi tiếng vì công trình tách đồng vị urani cho Dự án Manhattan và sáng lập ra Phòng thí nghiệm Quốc gia Lawrence Berkeley và  Phòng thí nghiệm Quốc gia Lawrence Livermore.
Sau khi tốt nghiệp của nhân tại Đại học South Dakota và tốt nghiệp tiến sĩ tại Đại học Minnesota, Lawrence nhận bằng tiếng sĩ vật lý tại Yale vào năm 1925. Năm 1928, ông được thuê làm phó giáo sư vật lý tại Đại học California, Berkeley và rồi sẽ trở thành giáo sư chính thức trẻ nhất hai năm sau đó. Tại đây, ông đã phát minh ra máy cyclotron. Đến năm 1936, Phòng thí nghiệm Bức xạ trở thành một khoa chính thức của Đại học California vào năm 1936, với Lawrence là giám đốc phòng thí nghiệm. Ngoài việc sử dụng máy cyclotron cho nghiên cứu vật lý, Lawrence cũng ủng hộ sử dụng máy gia tốc này trong nghiên cứu về ứng dụng y tế của đồng vị phóng xạ. Trong Chiến tranh Thế giới thứ hai, Lawrence đã nghiên cứu phương pháp tách đồng vị điện từ tại Phòng thí nghiệm Bức xạ. Phương pháp này sử dụng calutron, một thiết bị kết hợp giữa máy khối phổ tiêu chuẩn trong phòng thí nghiệm và máy gia tốc hạt cyclotron. Một nhà máy phân tách điện từ khổng lồ đã được xây dựng tại Oak Ridge, Tennessee, sau đó được biết đến với cái tên Y-12. 
Sau Thế chiến II, Lawrence đã tích cực vận động chính phủ tài trợ cho những chương trình khoa học quy mô lớn. Ngoài ra, ông cũng tích cực ủng hộ chiến dịch vận động của Edward Teller để xây dựng phòng thí nghiệm vũ khi hạt nhân thứ hai, được Lawrence đặt tại Livermore, California. Sau khi qua đời, Hội đồng Quản trị Đại học California đã đổi tên Phòng thí nghiệm Quốc gia Lawrence Livermoore và Phòng thí nghiệm Quốc gia Lawrence Berkeley theo tên ông. Nguyên tố hóa học số hiệu 103 được đặt tên là lawrenci để vinh danh ông sau khi nó được phát hiện tại Berkeley vào năm 1961.